# Marius-Michel
Marius-Michel ou Marius Michel, ou Marius-Michel fils, pseudonymes d'Henri-François-Victor Michel le 28 décembre 1846 à Paris où il est mort le 9 mai 1925, est un relieur français. 
Il est l'un des plus importants créateurs de reliures en France aux XIXe et XXe siècles.

## Biographie
Marius-Michel débute dans l'atelier de son père, Jean Michel (1821–1890) dit Marius-Michel père, qui était un doreur renommé. Il crée un atelier avec son père en 1876 au 15, rue du Four à Paris. Il obtient une des premières médailles à l'Exposition universelle de 1878 en revenant, par delà la mode du pastiche, au décor ornemental et au motif floral. Il remet aussi à la mode la technique du cuir gravé et incisé, délaissée depuis le XVIe siècle, travaillant entre autres pour Léon Conquet. En 1895, il est nommé au conseil de surveillance de l’école Estienne. Un grand prix lui est décerné lors de l'Exposition universelle de 1900.
Il meurt le 9 mai 1925 à son domicile parisien au 12, rue Pierre-Nicole, après avoir confié son atelier à Georges Cretté en 1918.

## Œuvres

### Publications
- Essai sur la décoration extérieure des livres, 1878.
- La reliure française depuis l’invention de l’imprimerie, 1880-1881.
- L’ornementation des reliures modernes, 1889.

### Reliures
- Joris-Karl Huysmans, Autobiographie inédite, manuscrit inédit de 1898 monté et relié dans un maroquin noir et havane à gardes de tissus aux motifs kaléidoscopiques de Marius-Michel (Paris, Bibliothèque nationale de France, bibliothèque de l’Arsenal, Ms-15787 Réserve)[4].
- Joris-Karl Huysmans, Sainte Lydwine de Schiedam, manuscrit de 104 feuillets. Reliure par Marius-Michel : maroquin chaudron, plats biseautés ornés d'un décor de fleurs et de rinceaux à froid, dans un encadrement orné contenant sur le premier plat le titre en lettres gothiques à froid avec deux initiales mosaïquées, dos à 5 nerfs, contreplats et gardes de soie brochée vert avec un encadrement de maroquin chaudron orné de deux filets dorés et d'un listel de maroquin tête de nègre, doubles gardes de papier marbré (Paris, Bibliothèque nationale de France, bibliothèque de l’Arsenal, Ms-15438 Réserve[5]).
- Charles Baudelaire, Les fleurs du mal, La Haye, 1913.  Décor floral mosaïqué par Marius Michel père et fils (Bruxelles, bibliothèque Wittockiana)[6].
- Alfred de Vigny, Servitude et grandeur militaires, manuscrit en 3 volumes in-fol., maroquin aubergine janséniste, dos à cinq nerfs, titre doré, doublures de maroquin vert empire avec filet doré, gardes de soie or à motif floral, doubles gardes (bibliothèque du Service historique de la Défense, VI-Ms F° 1 (1, 2 et 3)).